# Пулау
Пулау (индон. Sungai Pulau, нидерл. Eilandenrivier) — река в Папуа, Индонезия. Длина реки — 403 км. Средний расход воды — 3785 м³/с.

## Название
Судя по нидерландским экспедиционным картам, река раньше называлась Eilanden, а также с этим названием было представлено на некоторых современных картах 2010-х годов.

## Гидрология
Исток реки находится в горном хребте Джаявиджая, рядом с горой Мандала. Высота истока составляет примерно 4000 м. Река вытекает из гор в сторону юга, после придерживается юго-юго-восточного направления к Арафурскому морю. Известные притоки включают реку Балием, реку Вильдеман, реку Кампун, реку Бразза.

## География
Река находится в провинции Папуа, где преобладает экваториальный климат. Средняя годовая температура в этом районе — 22 °C. Теплейший месяц — январь, когда средняя температура — 24 °C. Холоднейший месяц — июнь, когда средняя температура — 20 °C. Средний годовой размер осадков составляет 5547 мм. Самый дождливый месяц — май, когда размер осадков составляет 594 мм. Самый сухой месяц — июнь, когда размер осадков составляет 384 мм.